# Elmwood (Louisiana)
Elmwood és una població dels Estats Units a l'estat de Louisiana. Segons el cens del 2000 tenia 4.270 habitants.

## Demografia
Segons el cens del 2000, Elmwood tenia 4.270 habitants, 2.602 habitatges, i 850 famílies. La densitat de població era de 448 habitants/km².
Dels 2.602 habitatges en un 11% hi vivien nens de menys de 18 anys, en un 24,8% hi vivien parelles casades, en un 5% dones solteres, i en un 67,3% no eren unitats familiars. En el 55,3% dels habitatges hi vivien persones soles el 4,6% de les quals corresponia a persones de 65 anys o més que vivien soles. El nombre mitjà de persones vivint en cada habitatge era d'1,62 i el nombre mitjà de persones que vivien en cada família era de 2,47.
Per edats la població es repartia de la següent manera: un 10,1% tenia menys de 18 anys, un 15,6% entre 18 i 24, un 50,1% entre 25 i 44, un 17,8% de 45 a 60 i un 6,4% 65 anys o més.
L'edat mediana era de 31 anys. Per cada 100 dones de 18 o més anys hi havia 100,2 homes.
La renda mediana per habitatge era de 42.146 $ i la renda mediana per família de 61.176 $. Els homes tenien una renda mediana de 41.352 $ mentre que les dones 36.693 $. La renda per capita de la població era de 34.329 $. Entorn del 4,6% de les famílies i el 13,3% de la població estaven per davall del llindar de pobresa.

## Poblacions més properes
El següent diagrama mostra les poblacions més properes.